# Rode vuurmier
De rode vuurmier (Solenopsis invicta) is een mierensoort uit de onderfamilie van de Myrmicinae. De wetenschappelijke naam van de soort is voor het eerst geldig gepubliceerd in 1972 door Buren.

## Verspreiding
De rode vuurmier is oorspronkelijk afkomstig uit Zuid-Amerika, maar heeft zich sinds ongeveer 1920 ook verspreid naar de zuidelijke Verenigde Staten en later ook naar Australië, China en Taiwan. Daar vormt ze een invasieve en vernielzuchtige soort. Sedert 2019 maakten ook inwoners van het Italiaanse eiland Sicilië melding van beten, mogelijk van de vuurmier. En in 2023 troffen Spaanse en Italiaanse wetenschappers daar 88 kolonies aan. De onderzoekers verwachten dat het insect zich de komende jaren verder door Europa zal verspreiden. De oorzaak hiervoor ligt deels bij klimaatverandering: rode vuurmieren gedijen goed in warme omgevingen.
Sinds augustus 2022 staat deze soort op de lijst van invasieve exoten die zorgwekkend zijn voor de Europese Unie. Dit betekent dat deze soort niet langer in de Europese Unie mag worden ingevoerd, vervoerd, gecommercialiseerd, gekweekt, gebruikt, uitgewisseld of vrijgelaten in de natuur. Hoewel het houden van mieren als huisdier de laatste jaren aan populariteit toeneemt, mag deze soort niet langer worden gehouden, uitgezonderd in het geval van gezelschapsdieren die werden verworven tot 1 jaar na de opname van de soort op de Unielijst. Deze laatste mogen tot het einde van hun leven bij hun eigenaar blijven, op voorwaarde dat ze niet kunnen ontsnappen en zich niet kunnen voortplanten.

## Levenswijze

### Kolonies en voortplanting
Van de rode vuurmier bestaan twee genotypes: bij monogyne populaties is er één koningin per kolonie; bij de polygyne een groot aantal. Monogyne populaties vermeerderen zich via bruidsvluchten. Een bevruchte koningin kan ver van de oude kolonie een nieuwe stichten, waarbij ze zelf de eerste werksters produceert.
Polygyne populaties breiden zich overwegend uit door middel van nest-afsplitsing (budding), waarbij een koningin in het nest paart en vervolgens met een aantal werksters op korte afstand een nieuw nest begint. Dit gedrag is ook te vinden bij andere plaagmiersoorten die superkolonies vormen. Polygyne koninginnen hebben een grotere overlevingskans, omdat zij direct omringd zijn door meegekomen werksters.
Andere methodes van vermeerdering zijn door middel van een groep gevleugelden die met broedsel een nieuw nest starten, of door roof van het broedsel uit andere nesten. Invasieve rode vuurmieren kunnen met Solenopsis richteri paren en zo een nog meer invasieve hybride vormen.
In een nieuw nest kan een vrouwtje de eerste dagen tot 200 eieren per uur leggen. Polygyne kolonies kunnen explosief groeien: binnen een jaar kan de kolonie zijn uitgegroeid tot circa 7000 werksters, na 2 jaar tot 25.000 en na 3 jaar tot 230.000 werksters. De optimale omgevingstemperatuur ligt volgens onderzoekers tussen 27,5 en 32 °C; beneden 24 °C vindt geen opbouw van de kolonie plaats. Er is daarom weinig kans dat de vuurmier in Nederland zich buiten kan ontwikkelen tot een plaag.

### Gedrag
De rode vuurmier gebruikt een krachtig gif tegen voedselconcurrenten. Dit gif wordt op de andere soort geworpen of gesmeerd. De schubmier Nylanderia fulva heeft een effectieve verdediging tegen dit gif door zichzelf in te smeren met haar eigen gif.
Bekend is het vermogen van vuurmieren om drijvende bivaks te vormen bij het oversteken van rivieren.